# Горовой, Фёдор Семёнович
Фёдор Семёнович Горово́й (9 (22) февраля 1916 год, село Плоское, Ананьевский уезд, Херсонская губерния — 8 июня 1973 года, Пермь) — советский историк, доктор исторических наук, профессор, заведующий кафедрой истории СССР (1948–1961), ректор Пермского государственного университета (1961–1970), заслуженный деятель науки РСФСР (1966), член Научного совета по истории городов и сел при Президиуме АН СССР. Депутат Пермского областного, городского и Дзержинского районного Советов города Перми.

## Биография
Родился 22 (9) февраля 1916 года в селе Плоское Ананьевского уезда Херсонской губернии в семье рабочего.
В 1932 году окончил семилетнюю школу и поступил в Херсонский сельхозинститут, но из-за болезни не завершил обучение. В январе — октябре 1933 года работал агротехником Ананьевской МТС. В октябре 1933 года поступил в Каменец-Подольский институт, после закрытия которого в 1935 году был переведен на III курс исторического факультета Одесского педагогического института. В июне 1937 года с отличием окончил институт и начал работать учителем средней школы.
В 1937—1939 годах проходил службу в Красной армии. После армии работал на должностях директора школы и заведующего РОНО и одновременно учился в аспирантуре при кафедре истории СССР Харьковского педагогического института.
С августа 1941 года участвовал в Великой Отечественной войны, был командиром батареи, начальником артиллерии стрелкового полка, командиром дивизиона. Во время войны был дважды ранен и трижды контужен.
В 1944 году был назначен старшим преподавателем артиллерии военной кафедры Пермского государственного университета. В 1945 году был приглашён на должность старшего преподавателя кафедры истории СССР Пермского университета.
28 июня 1946 года ему была присуждена учёная степень кандидата исторических наук после защиты кандидатской диссертации «Волнения временнообязанных крестьян Пермского Предуралья в 60-х годах XIX века».
В 1948—1961 годах — заведующий кафедрой истории СССР. В начале 1950-х годов работал секретарём партийной организации историко-филологического факультета Молотовского (Пермского) университета.
В 1952—1954 годах обучался в докторантуре Института истории АН СССР; научный консультант В. К. Яцунский. 15 ноября 1954 года защитил докторскую диссертацию «Отмена крепостного права на Урале» (официальные оппоненты С. М. Дубровский, П. А. Зайончковский и М. В. Нечкина). В апреле 1955 года ему было присвоено учёное звание профессора. В 1955—1956 годах читал лекции в Праге.
В октябре 1961 года был назначен ректором Пермского государственного университета, который он возглавлял до июля 1970 года.
После ухода с поста ректора вновь стал заведующим кафедрой истории СССР досоветского периода (1970—1973). Выступал против празднования 250-летия Перми в 1973 году, считая, что город был основан указом Екатерины II в 1781 году.
Супруга — Инна Георгиевна, историк; директор, затем старший научный сотрудник Государственного архива Пермской области.
Умер в Перми 8 июня 1973 года. Похоронен на Южном кладбище.

## Научная и организационно-административная работа
В период ректорства Ф. С. Горового в 1965 году Пермскому университету было предоставлено право защиты докторских диссертаций по нескольким специальностям. Первыми в истории вуза диссертантами, защитившими свои работы в его стенах, стали историк Я. Р. Волин, химик В. П. Живописцев и ботаник А. М. Овёснов. За период с 1958 по 1966 год количество профессоров в университете увеличилось с 15 до 25 человек, доцентов — со 116 до 144.
Впервые за полвека работы университета удалось построить новые здания: в 1962 — студенческое общежитие (ныне — № 8), в 1965 — учебный корпус (ныне — главный корпус).
В 1966 году к 50-летию Пермского университета под общей редакцией Ф. С. Горового была издана книга «Пермский государственный университет им. А. М. Горького» — масштабное исследование, в подробностях осветившее события первого полувека существования вуза; в том же 1966 году университет бын награждён орденом Трудового Красного Знамени.
Ф. С. Горовой сумел наладить дружеские связи с университетами Европы — что сделать было в то время весьма непросто, учитывая положение Перми как «закрытого» города. За период работы в ректорской должности Ф. С. Горовой в составе различных делегаций побывал в университетах городов Польши, Чехословакии, Англии, Австрии, Дании, Швеции, Финляндии.

## Основные работы
Автор и редактор свыше 90 научных публикаций. Основные из них посвящены истории реформы 1861 года, революционному и общественному движению на Урале во второй половине XIX — начале XX веков, истории Октябрьской революции и гражданской войны.
Книги
- Пермская губерния в период военного коммунизма (второй и третий походы Антанты) (Молотов, 1950);
- Волнения крестьян Пермского Предуралья в 60-х гг. XIX в. (Молотов, 1951);
- Революционно-демократическое движение в Пермской губернии в 60-х гг. XIX в. (Молотов, 1952);
- Отмена крепостного права и рабочие волнения на Урале (в Пермской губернии). (Молотов, 1954);
- Очерки революции 1905—1907 гг. на Урале. По материалам пермской губернии (Молотов, 1955);
- Падение крепостного права на горных заводах Урала (Пермь, 1961);
- История Урала (тт. 1-2, Пермь, 1963, 1965; редактор);
- Пермский государственный университет им. А. М. Горького. Исторический очерк (Пермь, 1966; редактор);
- Урал в огне революции. Пролетарская революция в Пермской губернии (Пермь, 1967; в соавт. с Ф. А. Александровым, Л. М. Гантманом и И. С. Капцуговичем);
- Очерки Пермской областной партийной организации (Пермь, 1971; редактор).

Статьи
- Важные документы революционно-демократического движения на Урале // Учёные записки ПГУ. Т. 10. Вып. 3. Пермь, 1957;
- О дате основания города Перми // Уральский археографический ежегодник за 1970 год. Пермь: Пермское книжное издательство, 1970.

## Награды и звания
- Орден Отечественной войны II степени
- Орден Красной Звезды
- Орден «Знак Почёта»
- почётное звание Заслуженный деятель науки РСФСР (1966)